# Versailles World Tour 2011 -Holy Grail-
Versailles World Tour 2011 -Holy Grail- es la segunda gira mundial de la banda japonesa Versailles, para promocionar su tercer álbum de estudio Holy Grail.

## Mangas
- Manga 1: Versailles World Tour “Holy Grail” 2011 -Japan-, Japón (10 presentaciones).
- Manga 2: Versailles World Tour 2011 -Holy Grail- The Far East, Asia (2 presentaciones)
- Manga 3: Versailles World Tour 2011 -Holy Grail- Europe, Europa (9 presentaciones)
- Manga 4: Versailles World Tour 2011 -Holy Grail- Latin America, Latinoamérica (7 presentaciones)

## Lista de canciones
•Prelude 
•Masquerade
•Ascendead Master
•Judicial Noir
•Thanatos
•Libido
•Destiny-The Lovers
•Love Will Be Born Again
•Descendant Of The Rose
•Threshold
•Dry Ice Scream! (Remove Silence)
•Flowery
•Vampire
•The Red Carpet Day

-Encore
•Remember Forever
•Philia

-Encore 2
•The Revenant Choir
•The Theme Of Holy Grail

## Fechas
| Fecha                    | Ciudad           | País        | Lugar                                                       |
| ------------------------ | ---------------- | ----------- | ----------------------------------------------------------- |
| Asia                     |                  |             |                                                             |
| 31 de julio de 2011      | Kioto            | Japón       | Kyoto Fanj                                                  |
| 5 de agosto de 2011      | Fukuoka          | Japón       | Drum Be-1                                                   |
| 7 de agosto de 2011      | Okayama          | Japón       | Image                                                       |
| 12 de agosto de 2011     | Bai              | Japón       | Palooza                                                     |
| 13 de agosto de 2011     | Tokio            | Japón       | Heaven's Rock                                               |
| 16 de agosto de 2011     | Kanazawa         | Japón       | Az                                                          |
| 18 de agosto de 2011     | Sapporo          | Japón       | Cube Garden                                                 |
| 20 de agosto de 2011     | Sendai           | Japón       | Darwin                                                      |
| 27 de agosto de 2011     | Nagoya           | Japón       | Bottom Line                                                 |
| 28 de agosto de 2011     | Umeda            | Japón       | Akazo                                                       |
| 2 de septiembre de 2011  | Hong Kong        | Hong Kong   | Kowloonbay International Trade Exhibition Centre Auditorium |
| 8 de septiembre de 2011  | Taipéi           | Taiwán      | The Wall                                                    |
| Europa                   |                  |             |                                                             |
| 30 de septiembre de 2011 | San Petersburgo  | Rusia       | Zal Ojidaniya                                               |
| 2 de octubre de 2011     | Londres          | Reino Unido | O2 Academy Islington                                        |
| 4 de octubre de 2011     | Madrid           | España      | Sala Caracol                                                |
| 6 de octubre de 2011     | Roma             | Italia      | Traffic Club                                                |
| 9 de octubre de 2011     | Viena            | Austria     | Szene                                                       |
| 10 de octubre de 2011    | Cracovia         | Polonia     | Kwadrat                                                     |
| 12 de octubre de 2011    | Berlín           | Alemania    | SO36                                                        |
| 13 de octubre de 2011    | Colonia          | Alemania    | The Werkstatt                                               |
| 15 de octubre de 2011    | Orleans          | Francia     | Chateau de Charbonnière                                     |
| Latinoamérica            |                  |             |                                                             |
| 6 de noviembre de 2011   | Ciudad de México | México      | Circo Volador                                               |
| 9 de noviembre de 2011   | Bogotá           | Colombia    | Teatro ECCI El Dorado                                       |
| 11 de noviembre de 2011  | Caracas          | Venezuela   | Centro de Eventos City Market (CECIM)                       |
| 13 de noviembre de 2011  | São Paulo        | Brasil      | Espaço Victory                                              |
| 16 de noviembre de 2011  | Montevideo       | Uruguay     | La Trastienda Club                                          |
| 18 de noviembre de 2011  | Buenos Aires     | Argentina   | Teatro Colegiales                                           |
| 20 de noviembre de 2011  | Santiago         | Chile       | Blondie                                                     |